# Upload (sèrie de televisió)
Upload és una sèrie de televisió web creada estatunidenca de ciència-ficció i comèdia dramàtica creada per Greg Daniels. La sèrie es va estrenar l'1 de maig de 2020 en Prime Vídeo i va ser renovada per a una segona temporada llançada l'11 de març de 2022. Al maig de 2022, va continuiar amb una tercera temporada publicada a l'octubre de 2023.

## Premissa
En 2033, els humans poden «pujar-se» en una vida postmortem virtual a la seva elecció. Quan el programador d'ordinadors Nathan mor prematurament, el pugen al costós Lake View, però aviat es troba sota el control de la seva possessiva núvia encara viva, Ingrid. A mesura que Nathan s'adapta als pros i els contres del cel digital, s'enamora de Nora, el seu «Ángel» o representant de servei al client. Nora lluita amb les pressions del seu treball, el seu pare moribund que no vol apuntar-se al cel virtual, i els seus sentiments creixents per Nathan mentre lentament comença a creure que ell va ser assassinat.
Durant la segona temporada, Nora, l'"àngel" de servei al client, s'ha mudat amb un grup que rebutja la tecnologia. Mentrestant, en Nathan viu, incòmode, amb la seva exparella, Ingrid, que va pujar inesperadament per a estar amb ell.
En la Temporada 3, Nathan i Nora comencen una relació en la vida real mentre derroquen a Freeyond. Paral·lelament, una còpia digital de Nathan cobra vida en Lakeview on exploren amb Ingrid un camí alternatiu. Aleesha ascendeix en el seu treball i desenvolupa un nou interès amorós, i Luke busca a l'hora un treball a la Zona Grisa.

## Elenc i personatges

### Principals
- Robbie Amell com Nathan Brown: un graduat d'enginyeria informàtica de 27 anys i programador informàtic recentment mort que es puja a la vida digital Lake View.
- Andy Allo com Nora Antony: una dona viva que és l'assistent de Nathan en el cel digital.
- Allegra Edwards com Ingrid Kannerman: la parella de Nathan.
- Zainab Johnson com Aleesha: la companya de treball de Nora que és l'assistent de Luke.
- Kevin Bigley com Luke: un antic cap de l'exèrcit i un altre resident de Lake View que es fa amic de Nathan i coneix molts codis parany en Lake View.

### Secundaris
- Jordan Johnson-Hinds com Jamie: el millor amic i soci comercial de Nathan.
- Chris Williams com Dave Antony: el pare de Nora.
- Owen Daniels com Chico IA: un treballador de Lake View que desenvolupa múltiples funcions.
- Andrea Rosen com Lucy: la cap de Nora en Horizen.
- Josh Banday com Ivan: el company de treball de Nora.
- Christine Ko com Mandi: la companya de quart de Nora.
- Jessica Tuck com Viv: la mare de Nathan.
- William B. Davis com David Choak: un home ric que viu a l'altre costat del passadís de Nathan en Lake View.
- Elizabeth Bowen com Fran Booth: la prima estranya de Nathan que està investigant el seu accident automobilístic.
- Andy Thompson com el Professor
- Chloe Coleman com Nevaeh: la neboda de Nathan.
- Julian Christopher com Ernie: un terapeuta de Horizen l'avatar del qual en Lake View és un Llaurador Retriever.
- Rhys Slack com Dylan: un nen que viu en Lake View després de caure en el Gran Canó i ha quedat atrapat en la forma d'un noi de 12 anys malgrat haver estat carregat fa sis anys.
- Matt Ward com Byron: la parella sexual informal de Nora.
- Barclay Hope com Oliver Kannerman: el pare d'Ingrid.
- Yvetta Fisher com Batia: la companya de treball de Nora.
- Hilary Jardine com Mildred: l'àvia centenària d'Ingrid que resideix en Lake View. El seu avatar es va basar en una fotografia en blanc i negre molt antiga, i ella apareix en blanc i negre.
- Scott Patey com Josh Pitzer: un executiu que espera comprar el programari de Nathan i Jamie.

### Convidats especials
- Justin Stone com Dan the Orbit Gum Guy
- Philip Granger com a Oncle Larry
- Phoebe Miu com Yang
- Brea St. James com Dylan adult (dona)
- Peter James Smith com Maurici (venedor de vida digital)
- Lucas Wyka com Jack Kannerman
- Matt Braunger com Brad
- Wayne Wilderson com Zach
- Credo Bratton com Rupert Tilford
- Larry Wilmore com a Sr. Whitbridge

## Episodis
| Temporada | Episodis | Emissió original     |
| --------- | -------- | -------------------- |
| 1         | 10       | 1 de maig de 2020    |
| 2         | 7        | 11 de març de 2022   |
| 3         | 8        | 19 d'octubre de 2023 |

### Temporada 1 (2020)
| Nº en sèrie | Nº en temporada | Títol                                                                     | Dirigit per           | Escrit per                 | Data d'emissió original |
| ----------- | --------------- | ------------------------------------------------------------------------- | --------------------- | -------------------------- | ----------------------- |
| 1           | 1               | «Welcome to Upload» «Benvinguts a Upload»                                 | Greg Daniels          | Greg Daniels               | 1 de maig de 2020       |
| 2           | 2               | «Five Stars» «Cinc estrelles»                                             | Greg Daniels          | Greg Daniels               | 1 de maig de 2020       |
| 3           | 3               | «The Funeral» «El funeral»                                                | Jonathan van Tulleken | Mary Gulino                | 1 de maig de 2020       |
| 4           | 4               | «The Sex Suit» «Tratje sexual»                                            | Jonathan van Tulleken | Aasia Lashay Bullock       | 1 de maig de 2020       |
| 5           | 5               | «The Grey Market» «La zona gris»                                          | Kacie Anning          | Mike Lawrence              | 1 de maig de 2020       |
| 6           | 6               | «The Sleepover» «Pijamada»                                                | Kacie Anning          | Shepard Boucher            | 1 de maig de 2020       |
| 7           | 7               | «Bring Your Dad to Work Day» «Porta al teu pare al Dia del Treball»       | David Rogers          | Owen Daniels               | 1 de maig de 2020       |
| 8           | 8               | «Shopping Other Digital After-Lives» «Comprant altres postvides digitals» | Jeffrey Blitz         | Alex Sherman & Alyssa Lane | 1 de maig de 2020       |
| 9           | 9               | «Update Eve» «Víspera de actualización»                                   | Daina Reid            | Greg Daniels               | 1 de maig de 2020       |
| 10          | 10              | «Freeyond» «Freeyond»                                                     | Daina Reid            | Greg Daniels               | 1 de maig de 2020       |

### Temporada 2
| Nº en serie | Nº en temporada | Títol                                            | Dirigit per            | Escrit per              | Data d'emissió original |
| ----------- | --------------- | ------------------------------------------------ | ---------------------- | ----------------------- | ----------------------- |
| 11          | 1               | «Welcome Back, Mr. Brown» «Benvingut, Sr. Brown» | Dee Rees               | Izzy Kadish             | 11 de març de 2022      |
| 12          | 2               | «Dinner Party» «Dinar festiu»                    | Jeffrey Blitz          | Lauren Houseman         | 11 de març de 2022      |
| 13          | 3               | «Robin Hood»                                     | Jeffrey Blitz          | Maxwell Theodore Vivian | 11 de març de 2022      |
| 14          | 4               | «Family Day» «Dia de familia»                    | Athina Rachel Tsangari | Anna Ssemuyaba          | 11 de març de 2022      |
| 15          | 5               | «Mind Frisk»                                     | Athina Rachel Tsangari | Megan Neuringer         | 11 de març de 2022      |
| 16          | 6               | «The Outing» «La sortida»                        | Jeffrey Blitz          | Yael Green              | 11 de març de 2022      |
| 17          | 7               | «Download»                                       | Jeffrey Blitz          | Owen Daniels            | 11 de març de 2022      |

### Temporada 3
| Nº a sèrie | Nº a temporada | Títol                     | Dirigit per   | Data d'emissió original |
| ---------- | -------------- | ------------------------- | ------------- | ----------------------- |
| 18         | 1              | «El temps corre»          | Jeffrey Blitz | 19 d'octubre de 2023    |
| 19         | 2              | «Meduixeta»               | Jeffrey Blitz | 19 d'octubre de 2023    |
| 20         | 3              | «Dia de ciberdescomptes»  | Jeffrey Blitz | 26 d'octubre de 2023    |
| 21         | 4              | «Doctor Download»         | Jeffrey Blitz | 26 d'octubre de 2023    |
| 22         | 5              | «Missió de rescat»        | Jeffrey Blitz | 2 de novembre de 2023   |
| 23         | 6              | «Recuperadors de records» | Jeffrey Blitz | 2 de novembre de 2023   |
| 24         | 7              | «Dia de descàrrega»       | Jeffrey Blitz | 10 de novembre de 2023  |
| 25         | 8              | «Dia de descàrrega»       | Jeffrey Blitz | 10 de novembre de 2023  |

## Producció

### Desenvolupament
El 8 de setembre de 2017, es va anunciar que Amazon havia donat una ordre de pilot a una nova sèrie de comèdia monocàmera creada per Greg Daniels. El 28 de juliol de 2018, es torna a anunciar que la mateixa plataforma havia donat a la producció una comanda de sèrie per a una primera temporada que consta de deu episodis. Daniels serveix com a productor executiu al costat d'Howard Klein i la sèrie és produïda per 3 Arts Entertainment. El 8 de maig de 2020, Amazon va renovar la sèrie per a una segona temporada. Al maig de 2022, Prime Vídeo, va anunciar la renovació per a una tercera temporada; i el 20 d'octubre de 2023 es van estrenar els primers dos episodis.

### Càsting
Al gener de 2018 es va anunciar que Robbie Amell i Andy Allo havien estat triats en el paper principal masculí i femení, respectivament, del pilot.

### Filmació
La fotografia principal de la sèrie es va realitzar del 5 de març de 2019 al 10 de maig de 2019 a Vancouver (Columbia Britànica, el Canadà).
Algunes fotografies exteriors per al món de la realitat virtual de Lake View es van prendre en Mohonk Mountain House and Preservi en New Paltz (Nova York), incloses imatges de l'hotel, els terrenys i el llac. També es van filmar en aquesta localització una petita quantitat de plans interiors, incloses les habitacions de l'hotel.

## Rebuda
En el lloc web agregador de ressenyes Rotten Tomatoes, la sèrie té un índex d'aprovació del 87% amb un puntaje mitjà de 6,93 de 10 basat en les ressenyes de 55 crítics. El consens crític del lloc web diu: «Encara que Upload a vegades sofreix una sobrecàrrega tonal, l'escriptura enginyosa i un elenc atractiu fan que valgui la pena viure en el més enllà». En Metacritic, la temporada té una puntuació mitjana ponderada de 66 sobre 100, basada en 21 ressenyes, el que indica que són «ressenyes generalment favorables».
La segona temporada ha rebut un índex d'aprovació del 100 % amb un puntaje mitjà de 7,4 de 10 basat en les ressenyes de 10 crítics de Rotten Tomatoes. El consens crític del lloc web diu: «La segona temporada de Upload entra en manera de suspensió just quan s'està accelerant, però fins i tot un lliurament truncat d'aquesta vida tecnològica en el més enllà és una comèdia excel·lent». Mentrestant, en Metacritic va rebre una puntuació mitjana ponderada de 72 sobre 100, basada en 4 ressenyes, el que indica altra vegada que són «ressenyes generalment favorables».